# Stazione di Donori
La stazione di Donori è una stazione ferroviaria al servizio del comune di Donori, lungo la ferrovia Cagliari-Isili.

## Storia
Le origini della stazione risalgono agli anni ottanta dell'Ottocento, periodo di costruzione della linea Cagliari-Isili da parte della Società italiana per le Strade Ferrate Secondarie della Sardegna, che vide l'impianto di Donori tra quelli che furono inaugurati insieme alla ferrovia il 15 febbraio 1888. Le SFSS furono anche la prima concessionaria della linea, ed ebbero in carico la gestione della stazione sino al 1921, quando la concessione passò alla Ferrovie Complementari della Sardegna, a cui seguì nel 1989 la Ferrovie della Sardegna (dal 2008 come ARST Gestione FdS). Sotto quest'ultima gestione venne dismesso lo scalo merci della stazione, ormai inutilizzato, con il relativo tronchino di servizio.
Altri lavori furono effettuati nel 2010, anno in cui lo scalo fu ristrutturato in contemporanea ai lavori di sostituzione dell'armamento sulla ferrovia: l'intervento portò in particolare alla realizzazione di nuove banchine e alla sostituzione di entrambi i binari superstiti e delle relative comunicazioni. Sempre a quell'anno risale inoltre il passaggio dello scalo alla gestione dell'ARST.

## Strutture e impianti
Posta a sud-ovest dell'abitato di Donori, la stazione (passante) è dotata di due binari, entrambi a scartamento da 950 mm, ciascuno dotato di una propria banchina dalla lunghezza complessiva di circa cento metri, posta in posizione periferica rispetto al piazzale ferroviario.
Un terzo binario, tronco, serviva sino agli anni novanta lo scalo merci dell'impianto, dotato anche di un piano caricatore e di un magazzino merci. Un altro tronchino, avente origine dal binario di incrocio, raggiungeva in passato una piattaforma girevole, successivamente smantellata.
L'edificio principale della stazione è il fabbricato viaggiatori (chiuso al pubblico), costruzione a pianta rettangolare con sviluppo su due piani, originariamente con tetto a falde (poi rimosso in luogo di un terrazzino), con tre accessi sui lati maggiori, con uno dei lati minori adiacente al magazzino merci come in molte stazioni delle linee a scartamento ridotto sarde.

## Movimento
Con riferimento all'orario del primo semestre 2017 la stazione è servita dai treni dell'ARST in esercizio lungo la porzione della Cagliari-Isili aperta al traffico ferroviario tra le stazioni di San Gottardo a Monserrato ed Isili. Complessivamente sono effettuate otto corse in direzione nord e nove verso sud nei giorni feriali, mentre non vengono espletate relazioni nei festivi.

## Servizi
Nel fabbricato viaggiatori dell'impianto erano ospitati alcuni servizi all'utenza, tra cui una biglietteria a sportello, i servizi igienici ed una sala d'attesa, non più a disposizione dei viaggiatori stante l'impresenziamento dell'impianto.